# Mera-Elzab Meritum
O Meritum é um computador doméstico polaco considerado como o precursor da indústria de informática daquele país e o primeiro computador produzido na Polônia. Todavia, a máquina, pode ser descrita mais adequadamente como um clone do TRS-80 Modelo I (a ROM contém uma versão do BASIC daquele micro, traduzido para o polaco). A máquina teve duas versões produzidas e uma terceira, exposta numa feira de informática em 1986, mas jamais lançada comercialmente (vaporware).

## História
O Meritum usava um clone da UCP Z80, o U880D, fabricado na Alemanha Oriental, e partes feitas na Rússia, Hungria e Bulgária (e até na Alemanha Ocidental). Alguns teclados possuíam caracteres cirílicos em vez de latinos, para uso na União Soviética. Outra particularidade curiosa do teclado do Meritum é que duas teclas em lados opostos, na fileira acima da barra de espaço, foram deixadas em branco.
Usado basicamente em escolas, o Meritum nunca foi um micro dos mais populares mesmo em seu país de origem, sendo que a versão 1 foi considerada obsoleta antes mesmo do lançamento. Além disso, como a importação de peças essenciais era dificultada pela produção insuficiente (particularmente no que se refere aos drives de 5" 1/4 produzidos na Alemanha Oriental), e com a concorrência cada vez maior dos C64 e Ataris importados, o Meritum acabou sendo abandonado pelo fabricante, que decidiu concentrar-se na produção de terminais de computador.

## Meritum I
O Meritum I, lançado em 1983, possuía 16 KiB de memória RAM, modo texto de 32×16 linhas, e semi-gráfico de 32×16, 64×16 ou 128×48 pixels. O vídeo era monocromático e a capacidade de expansão limitada.

## Meritum II

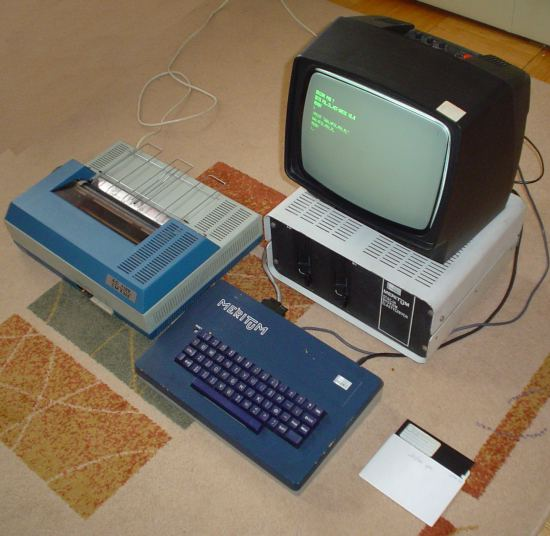
Sistema Meritum II completo.

O Meritum II foi lançado em 1985 e possuía 48 KiB de RAM (expansível até 64 KiB). Além dos modos semi-gráficos com quatro cores (32×16 e 64×16 pixels), ostentava dois modos gráficos (256×192 pixels, 4 tons de cinza) e 512×192 (monocromático). A máquina podia ainda usar drives de 5" 1/4, com opção para o MER-DOS ou CP/M 2.2.

## Características
| UCP           | U880D em 2,50 MHz |
| RAM           | 16 KiB—64 KiB (máxima) |
| VRAM          | 1 KiB |
| ROM           | 14 KiB |
| Teclado       | mecânico, 57 teclas, teclas de cursor |
| Display       | texto: 32×16; semi-gráfico (Meritum I): 32×16, 64×16 ou 128×48 pixels e gráfico(Meritum II): 256×192 pixels (4 tons de cinza) e 512×192 pixels (monocromático). |
| Som           | alto-falante interno |
| Portas        | interface de gravador cassete, porta paralela, porta serial, conector para drive externo (Meritum II).                                                          |
| Armazenamento | fita magnética (500 bauds) ou drive externo de 5" 1/4 |